# Lijst van olympische medaillewinnaars basketbal
Basketbal is een van de sporten die op de Olympische Spelen worden beoefend. Deze pagina geeft de lijst van olympische medaillewinnaars in deze sport.

## Mannen

### Basketbal
N.B. Bij meervoudige medaillewinnaars staan aantal medailles als (goud-zilver-brons) weergegeven.
| Editie | Goud | Zilver | Brons |
| ------ | --- | --- | --- |
| 1936   | Verenigde Staten Sam Balter Ralph Bishop Joe Fortenberry Tex Gibbons Francis Johnson Carl Knowles Frank Lubin Art Mollner Donald Piper Jack Ragland Willard Schmidt Carl Shy Duane Swanson Bill Wheatley                                                                | Canada Gordon Aitchison Ian Allison Art Chapman Chuck Chapman Edward Dawson Irving Meretsky Doug Peden James Stewart Malcolm Wiseman | Mexico Carlos Borja Víctor Borja Rodolfo Choperena Luis de la Vega Raúl Fernández Andrés Gómez Silvio Hernández Francisco Martínez Jesús Olmos José Pamplona Greer Skousen |
| 1948   | Verenigde Staten Cliff Barker Don Barksdale Ralph Beard Lew Beck Vince Boryla Gordon Carpenter Alex Groza Wah Wah Jones Bob Kurland Ray Lumpp Robert Pitts Jesse Renick Jackie Robinson Kenny Rollins                                                                   | Frankrijk André Barrais Michel Bonnevie André Buffière René Chocat René Dérency Maurice Desaymonnet André Even Maurice Girardot Fernand Guillou Raymond Offner Jacques Perrier Yvan Quénin Lucien Rebuffic Pierre Thiolon                                   | Brazilië Algodão Bráz Ruy de Freitas Marcus Vinícius Dias Affonso Évora Alexandre Gemignani Alfredo da Motta Alberto Marson Nilton Pacheco Massinet Sorcinelli |
| 1952   | Verenigde Staten Bob Kurland (2-0-0) Ron Bontemps Marc Freiberger Wayne Glasgow Charlie Hoag Bill Hougland John Keller Dean Kelley Bob Kenney Bill Lienhard Clyde Lovellette Frank McCabe Dan Pippin Howie Williams                                                     | Sovjet-Unie Stepas Butautas Nodar Dzjordzjikia Anatoli Konev Otar Korkia Heino Kruus Ilmar Kullam Justinas Lagunavičius Joann Lõssov Aleksandr Moisejev Joeri Ozerov Kazys Petkevičius Stasys Stonkus Maigonis Valdmanis Viktor Vlasov                      | Uruguay Enrique Baliño Victorio Cieslinskas Héctor Costa Nelson Demarco Héctor García Otero Tabaré Larre Borges Adesio Lombardo Roberto Lovera Sergio Matto Wilfredo Peláez Carlos Roselló |
| 1956   | Verenigde Staten Bill Hougland (2-0-0) Richard Boushka Carl Cain Chuck Darling William Evans Gilbert Ford Burdette Haldorson Robert Jeangerard K. C. Jones Bill Russell Ronald Tomsic James Walsh                                                                       | Sovjet-Unie Joeri Ozerov (0-2-0) Kazys Petkevičius (0-2-0) Stasys Stonkus (0-2-0) Maigonis Valdmanis (0-2-0) Arkadi Botsjkarjov Jānis Krūmiņš Algirdas Lauritėnas Valdis Muižnieks Michail Semjonov Michail Stoedenetski Vladimir Torban Viktor Zoebkov     | Uruguay Héctor Costa (0-0-2) Nelson Demarco (0-0-2) Héctor García Otero (0-0-2) Sergio Matto (0-0-2) Carlos Blixen Ramiro Cortés Nelson Chelle Carlos Gonzáles Oscar Moglia Raúl Mera Ariel Olascoaga Milton Scarón                                                                                                |
| 1960   | Verenigde Staten Burdette Haldorson (2-0-0) Jay Arnette Walt Bellamy Bob Boozer Terry Dischinger Darrall Imhoff Allen Kelley Lester Lane Jerry Lucas Oscar Robertson Adrian Smith Jerry West                                                                            | Sovjet-Unie Maigonis Valdmanis (0-3-0) Jānis Krūmiņš (0-2-0) Valdis Muižnieks (0-2-0) Michail Semjonov (0-2-0) Viktor Zoebkov (0-2-0) Joeri Kornejev Goeram Minasjvili Cēzars Ozers Aleksandr Petrov Vladimer Oegrechelidze Albert Valtin Gennadi Volnov    | Brazilië Algodão Edson Bispo dos Santos Moyses Blas Waldemar Blatkauskas Waldyr Geraldo Boccardo Carlos Domingos Massoni Wlamir Marques Amaury Antônio Pasos Fernando Pereira de Freitas Antonio Salvador Sucar Jatyr Eduardo Schall Carmo de Souza                                                                |
| 1964   | Verenigde Staten Jim Barnes Bill Bradley Larry Brown Joe Caldwell Mel Counts Dick Davies Walt Hazzard Lucious Jackson Pete McCaffrey Jeff Mullins Jerry Shipp George Wilson                                                                                             | Sovjet-Unie Jānis Krūmiņš (0-3-0) Valdis Muižnieks (0-3-0) Joeri Kornejev (0-2-0) Aleksandr Petrov (0-2-0) Gennadi Volnov (0-2-0) Armenak Alachachian Nikolaj Baglej Vjatsjeslav Chrynin Juris Kalniņš Jaak Lipso Levan Mosesjvili Aleksandr Travin         | Brazilië Edson Bispo dos Santos (0-0-2) Carlos Domingos Massoni (0-0-2) Wlamir Marques (0-0-2) Antonio Salvador Sucar (0-0-2) Jatyr Eduardo Schall (0-0-2) Carmo de Souza (0-0-2) Friedrich Wilhelm Braun Victor Mirshawka Amaury Antônio Pasos Ubiratan Pereira Maciel José Edvar Simoes Sergio de Toledo Machado |
| 1968   | Verenigde Staten Mike Barrett John Clawson Don Dee Calvin Fowler Spencer Haywood Bill Hosket Jim King Glynn Saulters Charlie Scott Mike Silliman Ken Spain Jo Jo White                                                                                                  | Joegoslavië Krešimir Ćosić Vladimir Cvetković Ivo Daneu Radivoj Korać Zoran Maroevic Nikola Plećaš Trajko Rajković Dragoslav Ražnatović Petar Skansi Damir Šolman Aljoša Zorga                                                                              | Sovjet-Unie Gennadi Volnov (0-2-1) Jaak Lipso (0-1-1) Vladimir Andrejev Sergej Belov Vadim Kapranov Serhij Kovalenko Anatoli Krikoen Modestas Paulauskas Anatoli Polivoda Zoerab Sakandelidze Joeri Selichov Priit Tomson                                                                                          |
| 1972   | Sovjet-Unie Gennadi Volnov (1-2-1) Sergej Belov (1-0-1) Serhij Kovalenko (1-0-1) Modestas Paulauskas (1-0-1) Anatoli Polivoda (1-0-1) Zoerab Sakandelidze (1-0-1) Aleksandr Belov Aleksandr Bolosjev Ivan Dvorny Ivan Edesjko Micheil Korkia Alzjan Zjarmoechamedov     | Verenigde Staten Mike Bantom Tom Burleson Jim Brewer Doug Collins Kenneth Davis James Forbes Tom Henderson Dwight Jones Robert Jones Kevin Joyce Tom McMillen Ed Ratleff                                                                                    | Cuba Miguel Alvarez Pozo Rafael Canizares Poey Miguel Calderon Pedro Chappé Juan Domecq Ruperto Herrera Tomas Herrera Conrado Perez Juan Roca Franklin Standard Alejandro Urgelles Oscar Varona |
| 1976   | Verenigde Staten Tate Armstrong Quinn Buckner Kenny Carr Adrian Dantley Walter Davis Phil Ford Ernie Grunfeld Phil Hubbard Mitch Kupchak Tom LaGarde Scott May Steve Sheppard                                                                                           | Joegoslavië Krešimir Ćosić (0-2-0) Damir Šolman (0-2-0) Dražen Dalipagić Mirza Delibašić Blagoje Georgijevski Vinko Jelovac Željko Jerkov Dragan Kićanović Andro Knego Zoran Slavnić Žarko Varajić Rajko Žižic                                              | Sovjet-Unie Sergej Belov (1-0-2) Aleksandr Belov (1-0-1) Ivan Edesjko (1-0-1) Alzjan Zjarmoechamedov (1-0-1) Vladimir Arzamaskov Micheil Korkia Andrej Makejev Valeri Miloserdov Anatoli Mysjkin Oleksandr Salnikov Vladimir Tkatsjenko Vladimir Zjigili                                                           |
| 1980   | Joegoslavië Krešimir Ćosić (1-2-0) Dražen Dalipagić (1-1-0) Mirza Delibašić (1-1-0) Željko Jerkov (1-1-0) Dragan Kićanović (1-1-0) Andro Knego (1-1-0) Zoran Slavnić (1-1-0) Rajko Žižić (1-1-0) Duje Krstulović Mihovil Nakić-Vojnović Ratko Radovanović Branko Skroče | Italië Marco Bonamico Roberto Brunamonti Fabrizio Della Fiori Enrico Gilardi Pietro Generali Pierluigi Marzorati Dino Meneghin Romeo Sacchetti Michael Silvester Marco Solfrini Renato Villalta Renzo Vecchiato                                             | Sovjet-Unie Sergej Belov (1-0-3) Valeri Miloserdov (0-0-2) Anatoli Mysjkin (0-0-2) Oleksandr Salnikov (0-0-2) Vladimir Tkatsjenko (0-0-2) Vladimir Zjigili (0-0-2) Oleksandr Belostenny Nikoloz Derioegini Stanislav Jeremin Sergėjus Jovaiša Andrej Lopatov Sergej Tarakanov                                      |
| 1984   | Verenigde Staten Steve Alford Patrick Ewing Vern Fleming Michael Jordan Joe Kleine Jon Koncak Chris Mullin Sam Perkins Alvin Robertson Wayman Tisdale Jeff Turner Leon Wood                                                                                             | Spanje Fernando Arcega José Manuel Beirán Juan Antonio Corbalán Juan Domingo de la Cruz Fernando Martín Espina Andrés Jiménez José Luis Llorente Juan Manuel López Iturriaga Josep Maria Margall Fernando Romay Juan Antonio San Epifanio Ignacio Solozábal | Joegoslavië Dražen Dalipagić (1-1-1) Andro Knego (1-1-1) Rajko Žižić (1-1-1) Mihovil Nakić-Vojnović (1-0-1) Ratko Radovanović (1-0-1) Sabit Hadžić Emir Mutapčić Aleksandar Petrović Dražen Petrović Ivan Sunara Branko Vukićević Nebojša Zorkić                                                                   |
| 1988   | Sovjet-Unie Oleksandr Belostenny (1-0-1) Sergej Tarakanov (1-0-1) Valdemaras Chomičius Valeri Goborov Rimas Kurtinaitis Šarūnas Marčiulionis Igors Miglinieks Viktor Pankrasjkin Arvydas Sabonis Tiit Sokk Valeri Tichonenko Oleksandr Volkov                           | Joegoslavië Dražen Petrović (0-1-1) Franjo Arapović Zoran Čutura Danko Cvjetičanin Vlade Divac Toni Kukoč Željko Obradović Žarko Paspalj Dino Rađa Zdravko Radulović Stojko Vranković Jure Zdovc                                                            | Verenigde Staten Willie Anderson Stacey Augmon Bimbo Coles Jeff Grayer Hersey Hawkins Dan Majerle Danny Manning J. R. Reid Mitch Richmond David Robinson Charles D. Smith Charles E. Smith |
| 1992   | Verenigde Staten Patrick Ewing (2-0-0) Michael Jordan (2-0-0) Chris Mullin (2-0-0) David Robinson (1-0-1) Charles Barkley Larry Bird Clyde Drexler Magic Johnson Christian Laettner Karl Malone Scottie Pippen John Stockton                                            | Kroatië Dražen Petrović (0-2-1) Franjo Arapović (0-2-0) Danko Cvjetičanin (0-2-0) Toni Kukoč (0-2-0) Dino Rađa (0-2-0) Stojko Vranković (0-2-0) Vladan Alanović Alan Gregov Arijan Komazec Aramis Naglić Velimir Perasović Žan Tabak                        | Litouwen Romanas Brazdauskis Valdemaras Chomičius Darius Dimavičius Gintaras Einikis Sergėjus Jovaiša Artūras Karnišovas Gintaras Krapikas Rimas Kurtinaitis Šarūnas Marčiulionis Alvydas Pazdrazdis Arvydas Sabonis Arūnas Visockas                                                                               |
| 1996   | Verenigde Staten David Robinson (2-0-1) Charles Barkley (2-0-0) Karl Malone (2-0-0) Scottie Pippen (2-0-0) John Stockton (2-0-0) Mitch Richmond (1-0-1) Anfernee Hardaway Grant Hill Reggie Miller Hakeem Olajuwon Shaquille O'Neal Gary Payton                         | Joegoslavië Vlade Divac (0-2-0) Žarko Paspalj (0-2-0) Miroslav Berić Dejan Bodiroga Predrag Danilović Aleksandar Đorđević Nikola Loncar Saša Obradović Željko Rebrača Zoran Savić Dejan Tomašević Milenko Topic                                             | Litouwen Gintaras Einikis (0-0-2) Artūras Karnišovas (0-0-2) Rimas Kurtinaitis (0-0-2) Šarūnas Marčiulionis (0-0-2) Arvydas Sabonis (0-0-2) Andrius Jurkūnas Darius Lukminas Tomas Pačėsas Saulius Štombergas Rytis Vaišvila Eurelijus Žukauskas Mindaugas Žukauskas                                               |
| 2000   | Verenigde Staten Gary Payton (2-0-0) Shareef Abdur-Rahim Ray Allen Vin Baker Vince Carter Kevin Garnett Tim Hardaway Allan Houston Jason Kidd Antonio McDyess Alonzo Mourning Steve Smith                                                                               | Frankrijk Jim Bilba Yann Bonato Makan Dioumassi Laurent Foirest Thierry Gadou Cyril Julian Crawford Palmer Antoine Rigaudeau Stéphane Risacher Laurent Sciarra Moustapha Sonko Frédéric Weis                                                                | Litouwen Gintaras Einikis (0-0-3) Saulius Štombergas (0-0-2) Eurelijus Žukauskas (0-0-2) Dainius Adomaitis Andrius Giedraitis Šarūnas Jasikevičius Kęstutis Marčiulionis Darius Maskoliūnas Tomas Masiulis Ramūnas Šiškauskas Darius Songaila Mindaugas Timinskas                                                  |
| 2004   | Argentinië Carlos Delfino Gabriel Fernández Manu Ginóbili Leonardo Gutiérrez Wálter Herrmann Alejandro Montecchia Andrés Nocioni Fabricio Oberto Juan Ignacio Sánchez Luis Scola Hugo Sconochini Rubén Wolkowyski                                                       | Italië Gianluca Basile Massimo Bulleri Roberto Chiacig Giacomo Galanda Luca Garri Denis Marconato Michele Mian Gianmarco Pozzecco Nikola Radulović Alex Righetti Rodolfo Rombaldoni Matteo Soragna                                                          | Verenigde Staten Carmelo Anthony Carlos Boozer Tim Duncan Allen Iverson LeBron James Richard Jefferson Stephon Marbury Shawn Marion Lamar Odom Emeka Okafor Amar'e Stoudemire Dwyane Wade |
| 2008   | Verenigde Staten Jason Kidd (2-0-0) Carmelo Anthony (1-0-1) Carlos Boozer (1-0-1) LeBron James (1-0-1) Dwyane Wade (1-0-1) Chris Bosh Kobe Bryant Dwight Howard Chris Paul Tayshaun Prince Michael Redd Deron Williams                                                  | Spanje José Manuel Calderón Rudy Fernández Jorge Garbajosa Marc Gasol Pau Gasol Carlos Jiménez Raül López Álex Mumbrú Juan Carlos Navarro Felipe Reyes Berni Rodríguez Ricky Rubio                                                                          | Argentinië Carlos Delfino (1-0-1) Manu Ginóbili (1-0-1) Leonardo Gutiérrez (1-0-1) Andrés Nocioni (1-0-1) Fabricio Oberto (1-0-1) Luis Scola (1-0-1) Román González Juan Pedro Gutiérrez Federico Kammerichs Antonio Porta Pablo Prigioni Paolo Quinteros                                                          |
| 2012   | Verenigde Staten Carmelo Anthony (2-0-1) LeBron James (2-0-1) Kobe Bryant (2-0-0) Deron Williams (2-0-0) Tyson Chandler Anthony Davis Kevin Durant James Harden Andre Iguodala Kevin Love Chris Paul Russell Westbrook                                                  | Spanje José Manuel Calderón (0-2-0) Rudy Fernández (0-2-0) Marc Gasol (0-2-0) Pau Gasol (0-2-0) Juan Carlos Navarro (0-2-0) Felipe Reyes (0-2-0) Víctor Claver Serge Ibaka Sergio Llull Sergio Rodríguez Víctor Sada Fernando San Emeterio                  | Rusland Semjon Antonov Vitali Fridzon Sergej Karasjov Sasha Kaun Andrej Kirilenko Viktor Chrjapa Dmitri Chvostov Sergej Monja Timofej Mozgov Anton Ponkrasjov Aleksej Sjved Jevgeni Voronov |
| 2016   | Verenigde Staten Carmelo Anthony (3-0-1) Kevin Durant (2-0-0) Harrison Barnes Jimmy Butler DeMarcus Cousins Paul George Draymond Green Kyrie Irving DeAndre Jordan Kyle Lowry DeMar DeRozan Klay Thompson                                                               | Servië Stefan Birčević Bogdan Bogdanović Nikola Jokić Stefan Jović Nikola Kalinić Milan Mačvan Stefan Marković Nemanja Nedović Miroslav Raduljica Marko Simonović Vladimir Štimac Miloš Teodosić                                                            | Spanje José Manuel Calderón (0-2-1) Rudy Fernández (0-2-1) Pau Gasol (0-2-1) Juan Carlos Navarro (0-2-1) Felipe Reyes (0-2-1) Víctor Claver (0-1-1) Sergio Llull (0-1-1) Sergio Rodríguez (0-1-1) Ricky Rubio (0-1-1) Álex Abrines Willy Hernangómez Nikola Mirotić                                                |
| 2020   | Verenigde Staten Kevin Durant (3-0-0) Draymond Green (2-0-0) Bam Adebayo Devin Booker Jerami Grant Jrue Holiday Keldon Johnson Zach LaVine Damian Lillard JaVale McGee Khris Middleton Jayson Tatum                                                                     | Frankrijk Andrew Albicy Nicolas Batum Petr Cornelie Nando de Colo Moustapha Fall Evan Fournier Rudy Gobert Thomas Heurtel Timothé Luwawu-Cabarrot Frank Ntilikina Vincent Poirier Guerschon Yabusele                                                        | AustraliëAron Baynes Matthew Dellavedova Dante Exum Chris Goulding Josh Green Joe Ingles Nick Kay Jock Landale Patty Mills Duop Reath Nathan Sobey Matisse Thybulle |
| 2024   | Verenigde Staten Kevin Durant (4-0-0) LeBron James (3-0-1) Bam Adebayo (2-0-0) Devin Booker (2-0-0) Anthony Davis (2-0-0) Jrue Holiday (2-0-0) Jayson Tatum (2-0-0) Stephen Curry Anthony Edwards Joel Embiid Tyrese Haliburton Derrick White                           | Frankrijk Andrew Albicy (0-2-0) Nicolas Batum (0-2-0) Nando de Colo (0-2-0) Evan Fournier (0-2-0) Rudy Gobert (0-2-0) Frank Ntilikina (0-2-0) Guerschon Yabusele (0-2-0) Isaïa Cordinier Bilal Coulibaly Mathias Lessort Matthew Strazel Victor Wembanyama  | Servië Bogdan Bogdanović (0-1-1) Nikola Jokić (0-1-1) Aleksa Avramović Dejan Davidovac Ognjen Dobrić Marko Gudurić Nikola Jović Vanja Marinković Vasilije Micić Nikola Milutinov Filip Petrušev Uroš Plavšić |

| Land | Goud | Zilver | Brons |
| ---- | ---- | ------ | ----- |
| USA  | 17   | 1      | 2     |
| URS  | 02   | 4      | 3     |
| YUG  | 01   | 4      | 1     |
| ARG  | 01   | 0      | 1     |
| FRA  | 0    | 4      | 0     |
| ESP  | 0    | 3      | 1     |
| ITA  | 0    | 2      | 0     |
| SRB  | 0    | 1      | 1     |
| CAN  | 0    | 1      | 0     |
| CRO  | 0    | 1      | 0     |
| BRA  | 0    | 0      | 3     |
| LTU  | 0    | 0      | 3     |
| URU  | 0    | 0      | 2     |
| AUS  | 0    | 0      | 1     |
| CUB  | 0    | 0      | 1     |
| MEX  | 0    | 0      | 1     |
| RUS  | 0    | 0      | 1     |

### 3x3 basketbal
| Editie | Goud                                                                    | Zilver                                                                           | Brons                                                                          |
| ------ | ----------------------------------------------------------------------- | -------------------------------------------------------------------------------- | ------------------------------------------------------------------------------ |
| 2020   | Letland Agnis Čavars Edgars Krūmiņš Kārlis Lasmanis Nauris Miezis       | Russische ploeg Ilja Karpjonkov Kirill Pisklov Stanislav Sjarov Aleksandr Zoejov | Servië Dušan Domović Bulut Dejan Majstorović Aleksandar Ratkov Mihailo Vasić   |
| 2024   | Nederland Jan Driessen Worthy de Jong Dimeo van der Horst Arvin Slagter | Frankrijk Lucas Dussoulier Jules Rambaut Franck Seguela Timothé Vergiat          | Litouwen Evaldas Džiaugys Gintautas Matulis Aurelijus Pukelis Šarūnas Vingelis |

| Land | Goud | Zilver | Brons |
| ---- | ---- | ------ | ----- |
| LAT  | 1    | 0      | 0     |
| NED  | 1    | 0      | 0     |
| FRA  | 0    | 1      | 0     |
| ROC  | 0    | 1      | 0     |
| LTU  | 0    | 0      | 1     |
| SRB  | 0    | 0      | 1     |

## Vrouwen

### Basketbal
N.B. Bij meervoudige medaillewinnaars staan aantal medailles als (goud-zilver-brons) weergegeven.
| Editie | Goud | Zilver | Brons |
| ------ | --- | --- | --- |
| 1976   | Sovjet-Unie Olga Barisjeva-Korosteljova Tamara Daunene Nelli Ferjabnikova Natalja Klimova Raisa Koervjakova Tetjana Nadirova-Zacharova Tatjana Ovetsjkina Angelė Rupšienė Oeljana Semjonova Nadezjda Sjoevajeva Olga Soecharnova Nadezjda Zacharova                                                                          | Verenigde Staten Cindy Brogdon Nancy Dunkle Lusia Harris Patricia Head Charlotte Lewis Nancy Lieberman Gail Marquis Ann Meyers Mary Anne O'Connor Patricia Roberts Susan Rojcewicz Julienne Simpson                                                                                     | Bulgarije Krasimira Bogdanova Diana Dilova Nadka Golcheva Krasimira Gyurova Petkana Makaveeva Penka Metodieva Snezhana Mikhaylova Margarita Shtarkelova Girgina Skerlatova Mariya Stoyanova Penka Stoyanova Todorka Yordanova                                            |
| 1980   | Sovjet-Unie Olga Barisjeva-Korosteljova (2-0-0) Nelli Ferjabnikova (2-0-0) Tetjana Nadirova-Zacharova (2-0-0) Nadezjda Olchova-Sjoevajeva (2-0-0) Tatjana Ovetsjkina (2-0-0) Angelė Rupšienė (2-0-0) Oeljana Semjonova (2-0-0) Olga Soecharnova (2-0-0) Vida Beselienė Tatjana Ivinskaja Ljoedmila Rogozjina Ljoebov Sjarmai | Bulgarije Krasimira Bogdanova (0-1-1) Diana Dilova (0-1-1) Nadka Golcheva (0-1-1) Petkana Makaveeva (0-1-1) Penka Metodieva (0-1-1) Snezhana Mikhaylova (0-1-1) Penka Stoyanova (0-1-1) Vanya Dermendzhieva Silviya Germanova Angelina Mikhaylova Kostadinka Radkova Evladiya Slavcheva | Joegoslavië Mersada Bečirspahić Mira Bjedov Vesna Despotović Vera Djurašković Zorica Djurković Jelica Komnenović Biljana Majstorović Vukica Mitić Sanja Ožegović Sofija Pekić Jasmina Perazić Marija Tonković                                                            |
| 1984   | Verenigde Staten Cathy Boswell Denise Curry Anne Donovan Teresa Edwards Lea Henry Janice Lawrence Pamela McGee Carol Menken-Schaudt Cheryl Miller Kim Mulkey Cindy Noble Lynette Woodard | Zuid-Korea Choi Aei-Young Choi Kyung-Hee Jeong Myung-Hee Kim Eun-Sook Kim Hwa-Soon Kim Young-Hee Lee Hyung-Sook Lee Mi-Ja Moon Kyung-Ja Park Chan-Sook Sung Jung-A | China Ba Yan Chen Yuefang Cong Xuedi Li Xiaoqin Liu Qing Qui Chen Song Xiaobo Wang Jun Xiu Lijuan Zhang Hui Zhang Yueqin Zheng Haixia |
| 1988   | Verenigde Staten Anne Donovan (2-0-0) Teresa Edwards (2-0-0) Cynthia Brown Vicky Bullett Cynthia Cooper Kamie Ethridge Jennifer Gillom Bridgette Gordon Andrea Lloyd Katrina McClain Suzanne McConnell Teresa Weatherspoon                                                                                                   | Joegoslavië Andjelija Arbutina Vesna Bajkuša Polona Dornik Slađana Golić Kornelija Kvesić Mara Lakić Zana Lelas Bojana Milošević Razija Mujanović Danira Nakić Stojna Vangelovska Eleonora Wild                                                                                         | Sovjet-Unie Olesja Barel Olga Boerjakina Jelena Choedasjova Irina Gerlits Olga Jakovleva Olga Jevkova Aleksandra Leonova Irina Minch Galina Savitskaja Irina Soemnikova Vitalija Tuomaitė Natalja Zasoelskaja                                                            |
| 1992   | Gezamenlijk team Jelena Choedasjova (1-0-1) Irina Gerlits (1-0-1) Irina Minch (1-0-1) Irina Soemnikova (1-0-1) Natalja Zasoelskaja (1-0-1) Jelena Baranova Elen Boenatjants Alena Sjvajbovitsj Marina Tkatsjenko Jelena Tornikidoe Svetlana Zaboloejeva Olena Zjirko                                                         | China Liu Qing (0-1-1) Zheng Haixia (0-1-1) Cong Xuedi He Jun Li Dongmei Li Xin Liu Jun Peng Ping Wang Fang Zhan Shuping Zheng Dongmei | Verenigde Staten Teresa Edwards (2-0-1) Cynthia Cooper (1-0-1) Katrina McClain (1-0-1) Suzanne McConnell (1-0-1) Teresa Weatherspoon (1-0-1) Vicky Bullett (1-0-1) Daedra Charles Clarissa Davis Medina Dixon Tammy Jackson Carolyn Jones Vickie Orr                     |
| 1996   | Verenigde Staten Teresa Edwards (3-0-1) Katrina McClain (2-0-1) Jennifer Azzi Ruthie Bolton Venus Lacy Lisa Leslie Rebecca Lobo Nikki McCray Carla McGhee Dawn Staley Katy Steding Sheryl Swoopes | Brazilië Maria Angelica Janeth Arcain Roseli Gustavo Hortência Marcari Alessandra Oliveira Claudia Maria Pastor Adriana Santos Cintia Santos Maria Paula Silva Silvinha Leila Sobral Marta Sobral                                                                                       | Australië Carla Boyd Michelle Brogan Sandy Brondello Michelle Chandler Allison Cook Trisha Fallon Robyn Maher Fiona Robinson Shelley Sandie Rachael Sporn Michele Timms                                                                                                  |
| 2000   | Verenigde Staten Teresa Edwards (4-0-1) Ruthie Bolton (2-0-0) Lisa Leslie (2-0-0) Nikki McCray (2-0-0) Dawn Staley (2-0-0) Sheryl Swoopes (2-0-0) Yolanda Griffith Chamique Holdsclaw DeLisha Milton-Jones Katie Smith Natalie Williams Kara Wolters                                                                         | Australië Carla Boyd (0-1-1) Michelle Brogan-Griffiths (0-1-1) Sandy Brondello (0-1-1) Trisha Fallon (0-1-1) Shelley Sandie (0-1-1) Rachael Sporn (0-1-1) Michele Timms (0-1-1) Kristi Harrower Jo Hill Lauren Jackson Annie La Fleur Jennifer Whittle                                  | Brazilië Janeth Arcain (0-1-1) Alessandra Oliveira (0-1-1) Adriana Santos (0-1-1) Cintia Santos (0-1-1) Silvinha (0-1-1) Marta Sobral (0-1-1) Lilian Concalves Ilisaine David Helen Luz Adriana Moisés Pinto Cláudia das Neves Kelly Santos                              |
| 2004   | Verenigde Staten Lisa Leslie (3-0-0) Dawn Staley (3-0-0) Sheryl Swoopes (3-0-0) Yolanda Griffith (2-0-0) Katie Smith (2-0-0) Sue Bird Swin Cash Tamika Catchings Shannon Johnson Ruth Riley Diana Taurasi Tina Thompson | Australië Sandy Brondello (0-2-1) Trisha Fallon (0-2-1) Rachael Sporn (0-2-1) Kristi Harrower (0-2-0) Lauren Jackson (0-2-0) Suzy Batkovic Natalie Porter Alicia Poto Belinda Snell Laura Summerton Penny Taylor Allison Tranquilli                                                     | Rusland Anna Archipova Olga Artesjina Jelena Baranova Diana Goestilina Maria Kalmykova Jelena Karpova Ilona Korstin Irina Osipova Oksana Rachmatoelina Tatjana Sjtsjegoleva Maria Stepanova Natalja Vodopjanova                                                          |
| 2008   | Verenigde Staten Lisa Leslie (4-0-0) Katie Smith (3-0-0) Sue Bird (2-0-0) Tamika Catchings (2-0-0) DeLisha Milton-Jones (2-0-0) Diana Taurasi (2-0-0) Tina Thompson (2-0-0) Seimone Augustus Sylvia Fowles Kara Lawson Candace Parker Cappie Pondexter                                                                       | Australië Kristi Harrower (0-3-0) Lauren Jackson (0-3-0) Suzy Batkovic (0-2-0) Belinda Snell (0-2-0) Laura Summerton (0-2-0) Penny Taylor (0-2-0) Tully Bevilaqua Rohanee Cox Hollie Grima Erin Phillips Emma Randall Jennifer Screen                                                   | Rusland Ilona Korstin (0-0-2) Irina Osipova (0-0-2) Oksana Rachmatoelina (0-0-2) Tatjana Sjtsjegoleva (0-0-2) Maria Stepanova (0-0-2) Natalja Vodopjanova (0-0-2) Svetlana Abrosimova Becky Hammon Marina Karpoenina Marina Koezina Jekaterina Lisina Irina Sokolovskaja |
| 2012   | Verenigde Staten Sue Bird (3-0-0) Tamika Catchings (3-0-0) Diana Taurasi (3-0-0) Seimone Augustus (2-0-0) Sylvia Fowles (2-0-0) Candace Parker (2-0-0) Swin Cash (2-0-0) Tina Charles Asjha Jones Angel McCoughtry Maya Moore Lindsay Whalen                                                                                 | Frankrijk Clémence Beikes Jennifer Digbeu Céline Dumerc Élodie Godin Émilie Gomis Sandrine Gruda Edwige Lawson-Wade Marion Laborde Florence Lepron Endéné Miyem Emmeline Ndongue Isabelle Yacoubou                                                                                      | Australië Kristi Harrower (0-3-1) Lauren Jackson (0-3-1) Suzy Batkovic (0-2-1) Belinda Snell (0-2-1) Laura Summerton (0-2-1) Jennifer Screen (0-1-1) Abby Bishop Liz Cambage Rachel Jarry Kathleen MacLeod Jenna O'Hea Samantha Richards                                 |
| 2016   | Verenigde Staten Sue Bird (4-0-0) Tamika Catchings (4-0-0) Diana Taurasi (4-0-0) Seimone Augustus (3-0-0) Sylvia Fowles (3-0-0) Tina Charles (2-0-0) Angel McCoughtry (2-0-0) Maya Moore (2-0-0) Lindsay Whalen (2-0-0) Elena Delle Donne Brittney Griner Breanna Stewart                                                    | Spanje Anna Cruz Silvia Domínguez Laura Gil Laura Nicholls Astou Ndour Laia Palau Lucila Pascua Laura Quevedo Leonor Rodríguez Leticia Romero Alba Torrens Marta Xargay | Servië Dajana Butulija Saša Čađo Aleksandra Crvendakić Ana Dabović Milica Dabović Nevena Jovanović Sara Krnjić Jelena Milovanović Danielle Page Sonja Petrović Tamara Radočaj Dragana Stanković                                                                          |
| 2020   | Verenigde Staten Sue Bird (5-0-0) Diana Taurasi (5-0-0) Sylvia Fowles (4-0-0) Tina Charles (3-0-0) Brittney Griner (2-0-0) Breanna Stewart (2-0-0) Ariel Atkins Napheesa Collier Skylar Diggins-Smith Chelsea Gray Jewell Loyd A'ja Wilson                                                                                   | Japan Himawari Akaho Saki Hayashi Rui Machida Evelyn Mawuli Saori Miyazaki Yuki Miyazawa Naho Miyoshi Nako Motohashi Moeko Nagaoka Monica Okoye Maki Takada Nanaka Todo | Frankrijk Endéné Miyem (0-1-1) Alexia Chartereau Héléna Ciak Alix Duchet Marine Fauthoux Sandrine Gruda Marine Johannès Sarah Michel Iliana Rupert Diandra Tchatchouang Valériane Vukosavljević Gabby Williams                                                           |
| 2024   | Verenigde Staten Diana Taurasi (6-0-0) Brittney Griner (3-0-0) Breanna Stewart (3-0-0) Napheesa Collier (2-0-0) Chelsea Gray (2-0-0) Jewell Loyd (2-0-0) A'ja Wilson (2-0-0) Kahleah Copper Sabrina Ionescu Kelsey Plum Alyssa Thomas Jackie Young                                                                           | Frankrijk Marine Fauthoux (0-1-1) Marine Johannès (0-1-1) Sarah Michel (0-1-1) Iliana Rupert (0-1-1) Gabby Williams (0-1-1) Valériane Ayayi Marième Badiane Romane Bernies Alexia Chery Leïla Lacan Dominique Malonga Janelle Salaün                                                    | Australië Lauren Jackson (0-3-2) Amy Atwell Isobel Borlase Cayla George Tess Madgen Ezi Magbegor Jade Melbourne Alanna Smith Stephanie Talbot Marianna Tolo Kristy Wallace Sami Whitcomb                                                                                 |

| Land | Goud | Zilver | Brons |
| ---- | ---- | ------ | ----- |
| USA  | 10   | 1      | 1     |
| URS  | 02   | 0      | 1     |
| EUN  | 01   | 0      | 0     |
| AUS  | 0    | 3      | 3     |
| FRA  | 0    | 2      | 1     |
| BRA  | 0    | 1      | 1     |
| BUL  | 0    | 1      | 1     |
| CHN  | 0    | 1      | 1     |
| YUG  | 0    | 1      | 1     |
| JPN  | 0    | 1      | 0     |
| ESP  | 0    | 1      | 0     |
| KOR  | 0    | 1      | 0     |
| RUS  | 0    | 0      | 2     |
| SRB  | 0    | 0      | 1     |

### 3x3 basketbal
| Editie | Goud                                                                      | Zilver                                                                           | Brons                                                                      |
| ------ | ------------------------------------------------------------------------- | -------------------------------------------------------------------------------- | -------------------------------------------------------------------------- |
| 2020   | Verenigde Staten Stefanie Dolson Allisha Gray Kelsey Plum Jackie Young    | Russische ploeg Jevgenia Frolkina Olga Frolkina Joelia Kozik Anastasia Logoenova | China Wan Jiyuan Wang Lili Yang Shuyu Zhang Zhiting                        |
| 2024   | Duitsland Svenja Brunckhorst Sonja Greinacher Elisa Mevius Marie Reichert | Spanje Gracia Alonso Juana Camilion Vega Gimeno Sandra Ygueravide                | Verenigde Staten Cierra Burdick Dearica Hamby Rhyne Howard Hailey Van Lith |

| Land | Goud | Zilver | Brons |
| ---- | ---- | ------ | ----- |
| USA  | 1    | 0      | 1     |
| GER  | 1    | 0      | 0     |
| ESP  | 0    | 1      | 0     |
| ROC  | 0    | 1      | 0     |
| CHN  | 0    | 0      | 1     |

St. Louis 1904 · Berlijn 1936 · Londen 1948 · Helsinki 1952 · Melbourne 1956 · Rome 1960 · Tokio 1964 · Mexico-Stad 1968 · München 1972 · Montréal 1976 · Moskou 1980 · Los Angeles 1984 · Seoel 1988 · Barcelona 1992 · Atlanta 1996 · Sydney 2000 · Athene 2004 · Peking 2008 · Londen 2012 · Rio de Janeiro 2016 · Tokio 2020 · Parijs 2024 · Los Angeles 2028
Medaillewinnaars 